# La Course by Le Tour de France 2016
La 3.ª edición de La Course by Le Tour de France se celebró el 24 de julio de 2016 como preámbulo a la última etapa del Tour de Francia 2016 en los Campos Elíseos de París sobre 13 vueltas para un total de 89 km.
La carrera hizo parte del UCI WorldTour Femenino 2016 como competencia de categoría 1.WWT. La prueba fue ganada por la ciclista neerlandesa Anna van der Breggen del equipo Rabo Liv Women
El podio lo completaron la ciclista belga Jolien D'Hoore del equipo Wiggle Honda y la ciclista neerlandesa Amy Pieters del equipo Liv-Plantur.

## Clasificaciones finales
Las clasificaciones finalizaron de la siguiente forma:

### Clasificación general
| \| Clasificación general \| Clasificación general \| Clasificación general \| Clasificación general \| Clasificación general \| \| Ciclista \| Ciclista \| Equipo \| Tiempo \| \| \| --------------------- \| ------------------------- \| ------------------------------- \| --------------------- \| --------------------- \| \| 1.ª \| Chloe Hosking \| Wiggle High5 \| 2 h 01 min 27 s \| \| \| 2.ª \| Lotta Lepistö \| Cervélo Bigla \| + 0 s \| \| \| 3.ª \| Marianne Vos \| Rabo Liv Women \| + 0 s \| \| \| 4.ª \| Joëlle Numainville \| Cervélo Bigla \| + 0 s \| \| \| 5.ª \| Roxane Fournier \| Poitou-Charentes.Futuroscope.86 \| + 0 s \| \| \| 6.ª \| Pascale Jeuland-Tranchant \| Poitou-Charentes.Futuroscope.86 \| + 0 s \| \| \| 7.ª \| Tiffany Cromwell \| Canyon-SRAM Racing \| + 0 s \| \| \| 8.ª \| Jo Kiesanowski \| Tibco-Silicon Valley Bank \| + 0 s \| \| \| 9.ª \| Lotte Kopecky \| Lotto Soudal Ladies \| + 0 s \| \| \| 10.ª \| Maria Giulia Confalonieri \| Lensworld-Zannata \| + 0 s \| \| |                           |                                 |                 |
| |                           |                                 |                 |
| |                           |                                 |                 |
| Clasificación general |                           |                                 |                 |
| Ciclista | Ciclista                  | Equipo                          | Tiempo          |
| 1.ª | Chloe Hosking             | Wiggle High5                    | 2 h 01 min 27 s |
| 2.ª | Lotta Lepistö             | Cervélo Bigla                   | + 0 s           |
| 3.ª | Marianne Vos              | Rabo Liv Women                  | + 0 s           |
| 4.ª | Joëlle Numainville        | Cervélo Bigla                   | + 0 s           |
| 5.ª | Roxane Fournier           | Poitou-Charentes.Futuroscope.86 | + 0 s           |
| 6.ª | Pascale Jeuland-Tranchant | Poitou-Charentes.Futuroscope.86 | + 0 s           |
| 7.ª | Tiffany Cromwell          | Canyon-SRAM Racing              | + 0 s           |
| 8.ª | Jo Kiesanowski            | Tibco-Silicon Valley Bank       | + 0 s           |
| 9.ª | Lotte Kopecky             | Lotto Soudal Ladies             | + 0 s           |
| 10.ª | Maria Giulia Confalonieri | Lensworld-Zannata               | + 0 s           |

## UCI WorldTour Femenino
La La Course by Le Tour de France otorga puntos para el UCI WorldTour Femenino 2016, incluyendo a todas las corredoras de los equipos en las categorías UCI Team Femenino. Las siguientes tablas muestran el baremo de puntuación y las 10 corredoras que obtuvieron más puntos:
| Posición   | 1.ª | 2.ª | 3.ª | 4.ª | 5.ª | 6.ª | 7.ª | 8.ª | 9.ª | 10.ª | 11.ª | 12.ª | 13.ª | 14.ª | 15.ª | 16.ª | 17.ª | 18.ª | 19.ª | 20.ª |
| Puntuación | 120 | 100 | 85  | 70  | 60  | 50  | 40  | 35  | 30  | 25   | 20   | 18   | 16   | 14   | 12   | 10   | 8    | 6    | 4    | 2    |

| Clasificación |                           |                                 |        |
| Posición      | Ciclista                  | Equipo                          | Puntos |
| ------------- | ------------------------- | ------------------------------- | ------ |
| 1.ª           | Chloe Hosking             | Wiggle High5                    | 120    |
| 2.ª           | Lotta Lepistö             | Cervélo Bigla                   | 100    |
| 3.ª           | Marianne Vos              | Rabo Liv Women                  | 85     |
| 4.ª           | Joëlle Numainville        | Cervélo Bigla                   | 70     |
| 5.ª           | Roxane Fournier           | Poitou-Charentes.Futuroscope.86 | 60     |
| 6.ª           | Pascale Jeuland           | Poitou-Charentes.Futuroscope.86 | 50     |
| 7.ª           | Tiffany Cromwell          | Canyon Sram Racing              | 40     |
| 8.ª           | Jo Kiesanowski            | Tibco-Silicon Valley Bank       | 35     |
| 9.ª           | Lotte Kopecky             | Lotto Soudal Ladies             | 30     |
| 10.ª          | Maria Giulia Confalonieri | Lensworld-Zannata               | 25     |